# Ge You
Ge You, chiń. 葛优 (ur. 19 kwietnia 1957 w Pekinie) – chiński aktor filmowy i telewizyjny. Jeden z wiodących aktorów chińskiej kinematografii przełomu XX i XXI wieku. Znany w Chinach głównie z ról komediowych, uznanie za granicą zdobył jako aktor dramatyczny dzięki współpracy z reżyserem Zhangiem Yimou. 
Laureat nagrody dla najlepszego aktora na 47. MFF w Cannes za rolę w filmie Żyć! (1994) w reżyserii Yimou. Wystąpił również w takich filmach, jak m.in. Żegnaj, moja konkubino (1993) Chena Kaige, Niech zatańczą kule (2010) Jianga Wena czy Osobisty krawiec (2013) Fenga Xiaoganga.